# Rowlandius naranjo
Pour les articles homonymes, voir Naranjo (homonymie).
Espèce
Synonymes
- Schizomus naranjo Armas & Antun, 1990

Rowlandius naranjo est une espèce de schizomides de la famille des Hubbardiidae.

## Distribution
Cette espèce est endémique de la province de Samaná en République dominicaine,. Elle se rencontre vers Sánchez.

## Description
Le mâle mesure 3,50 mm.

## Étymologie
Son nom d'espèce lui a été donné en référence au lieu de sa découverte, El Naranjo.

## Publication originale
- Armas & Abud Antún, 1990 : El orden Schizomida (Arachnida) en República Dominicana. Poeyana, no 393, p. 1-23.